# フォノスコープ
「フォノスコープ」は、スガシカオの22枚目のシングル。2007年6月13日発売。

## 解説
- 「初回生産限定盤（DVD付）」「通常盤」の2種が同時リリースされた。
- 初回生産限定盤には、「フォノスコープ」「春夏秋冬」のPVを収録したDVDが付いた。

## 収録曲

### CD
（全作詞・作曲：スガシカオ）
1. フォノスコープ
  - カネボウ化粧品「T'ESTIMO」CMソング
2. 坂の途中<'07 Spring Version>
  - FM802「ACCESS」キャンペーンソング
3. SPEED<Demo Track>
4. Hop Step Dive
  - 毎日コミュニケーションズ「マイナビ転職」CMソング
  - 7thアルバム『PARADE』収録

### DVD
1. フォノスコープ -Video Clip-
2. 春夏秋冬 -Video Clip-

## 収録アルバム
- PARADE (#4)
- FUNKAHOLiC (#1)
- BEST HIT!! SUGA SHIKAO -2003〜2011- (#1,4)